# Drosera oblanceolata
Drosera oblanceolata este o specie de plante carnivore din genul Drosera, familia Droseraceae, ordinul Caryophyllales, descrisă de Y.Z.Ruan.
Este endemică în:
- Chongqing.
- Guizhou.
- Hubei.
- Sichuan.
- Yunnan.
- Anhui.
- Fujian.
- Guangdong.
- Guangxi.
- Henan.
- Hong Kong.
- Hunan.
- Jiangsu.
- Jiangxi.
- Kin-Men.
- Macau.
- Shanghai.
- Zhejiang.

Conform Catalogue of Life specia Drosera oblanceolata nu are subspecii cunoscute.